# Stöckigsbach (Main)
Der Stöckigsbach ist ein über 14 km langer Bach des nördlichen Steigerwalds im unterfränkischen Landkreis Haßberge, der nach einem insgesamt etwa nordöstlichen Lauf nördlich von Knetzgau von links in den Main mündet. Der Bach fließt durch den im Jahre 2020 gegründeten Naturwald Knetzberge-Böhlgrund.

## Geographie

### Verlauf
Der Stöckigsbach, am Oberlauf früher Böhlbach genannt, entspringt im regenreichen nördlichen Steigerwald (ca. 850 Liter pro Quadratmeter im Jahr) auf einer Höhe von 450 m ü. NHN etwa 2,7 km nördlich des Weilers Neuhausen, der zu der Gemarkung des Michelauer Ortsteils Prüßberg gehört. Seine Quelle liegt in einem Wald zwischen dem Bocksberg (463 m ü. NHN) im Osten und dem Gangolfsberg (469 m ü. NHN) im Westen.
Er durchquert zunächst den Neuhauser Forst und wird dort durch einige wasserreiche Gräben verstärkt. Südlich des Kleinen Knetzberges (447 m ü. NHN) mündet auf seiner rechten Seite der Eisenbach. Anschließend passiert der Stöckigsbach in östlicher Richtung den Hollacher Berg (409 m ü. NHN)  von Süden. Der dann nach Norden verlaufende Bach durchquert den Ort Zell am Ebersberg und wird dort durch den von Osten kommenden Marsbach verstärkt.
Der weiterhin Richtung Norden verlaufende Bach unterquert nun die A 70. Daraufhin fließt er zwischen den Orten Sand am Main und Knetzgau (näher), schwenkt nach links auf fast westliche Laufrichtung und mündet dann vor dem Nordrand von Knetzgau auf einer Höhe von 215 m ü. NHN von links in den Main.
Sein etwa 14,7 km langer Lauf endet ungefähr 235 Höhenmeter unterhalb seiner Quelle, er hat somit ein mittleres Sohlgefälle von 16 ‰.

### Einzugsgebiet
Das 35,36 km² große Einzugsgebiet des Stöckigsbachs liegt im nördlichen Steigerwald und in dessen Vorland. Es wird über den Main und den Rhein zur Nordsee entwässert.
Es grenzt:
- im Norden an das des Mains
- im Osten an das der Aurach
- im Süden an das der Rauhe Ebrach
- und im Westen an das des Steinsfelder Mühlbachs.

Die höchste Erhebung ist der 491 m ü. NHN hohe Euerberg im Süden des Einzugsgebiets.
Am Oberlauf ist das Einzugsgebiet größtenteils bewaldet, ansonsten dominiert Ackerland und in den Auen Wiesen.
Größere Siedlungen sind die Dörfer Westheim im Westen und Zell am Ebersberg im Osten des Einzugsgebietes sowie Knetzgau im nördlichen Mündungsbereich.
Das Einzugsgebiet wird durch Ton- und Mergelgestein aus der Grabfeld-Formation des Mittleren Keupers geprägt.

### Zuflüsse und Abzweige
Länge und Einzugsgebiet jeweils abgemessen, Höhe jeweils abgefragt auf der amtlichen topographischen Karte. Auswahl.
| Name              | Lage            | Länge in km | EZG in km² | Mündungsort                                    | Mündungshöhe m. ü. NHN |
| ----------------- | --------------- | ----------- | ---------- | ---------------------------------------------- | ---------------------- |
| Bleiwaldgraben    | rechts          | 0,62        | 00,63      | im Neuhauser Forst                             | 360                    |
| Torwiesenbach     | rechts          | 1,98        | 01,55      | im Neuhauser Forst                             | 329                    |
| Eisenbach         | rechts          | 2,63        | 03,02      | südlich des Kleinen Knetzbergs                 | 307                    |
| Schwarzbächlein   | links           | 1,18        | 00,71      | südlich des Großen Knetzbergs                  | 307                    |
| Farnbach          | rechts          | 1,21        | 01,29      | südlich des Hollacher Bergs                    | 292                    |
| Marsbach          | rechts          | 2,05        | 02,61      | Zell am Ebersberg                              | 266                    |
| Erlersbach        | links           | 3,27        | 04,70      | südlich von Knetzgau                           | 247                    |
| Klingenbach       | links           | 1,85        | 01,45      | nördlich der Droßmühle                         | 233                    |
| Weidenmühlbach    | rechter Abzweig | 2,33        | 01,06      | in den Main zwischen Knetzgau und Sand am Main | 221                    |
| Milscherangerbach | links           | 4,40        | 10,99      | Knetzgau                                       | 220                    |

### Orte am Stöckigsbach
Ortschaften am Lauf mit ihren Zugehörigkeiten.
- Markt Knetzgau
  - Zell am Ebersberg
  - Knetzgau

### BayernAtlas („BA“)
Amtliche Online-Gewässerkarte mit passendem Ausschnitt und den hier benutzten Layern: Lauf und Einzugsgebiet des Stöckigsbach

Allgemeiner Einstieg ohne Voreinstellungen und Layer: BayernAtlas der Bayerischen Staatsregierung (Hinweise)
1. 1 2 3  Höhe abgefragt auf dem Hintergrundlayer Amtliche Karte (Rechtsklick).
2. ↑  Länge abgemessen auf dem Hintergrundlayer Amtliche Karte.
3. ↑  Einzugsgebiet abgemessen auf dem Hintergrundlayer Amtliche Karte.
4. ↑  Name Erlersbach erschlossen aus dem gleichen Gewannnamen am Lauf auf dem Layer Historische Karte.

### Gewässerverzeichnis Bayern („GV“)
1. ↑  Länge nach: Verzeichnis der Bach- und Flussgebiete in Bayern – Flussgebiet Main, Seite 58 des Bayerischen Landesamtes für Umwelt, Stand 2016 (PDF; 3,3 MB) (Seitenzahl kann sich ändern.)
2. ↑  Einzugsgebiet nach: Verzeichnis der Bach- und Flussgebiete in Bayern – Flussgebiet Main, Seite 58 des Bayerischen Landesamtes für Umwelt, Stand 2016 (PDF; 3,3 MB) (Seitenzahl kann sich ändern.)

### Sonstige
1. ↑  Böhlbach